# Алваренга (Арока)
Алваренга (порт. Alvarenga; МФА: [aɫ.vɐ.ˈɾẽ.gɐ]) — парафія в Португалії, у муніципалітеті Арока. Розташована в західній частині країни, на теренах історичної португальської провінції Бейра. Входить до складу округу Авейру. За адміністративним поділом, чинним до 1976 року, терени парафії були складовою провінції Берегове Дору. Належить до Авейрівської діоцезії Католицької церкви. Патрон — Святий Хрест. Площа — 38,7660 км². Населення — 1223 ос. (2011). Слабо урбанізований регіон. Густота населення — 31,55 осіб/км²
. Код — 010402.

## Географія

Арока (2013)
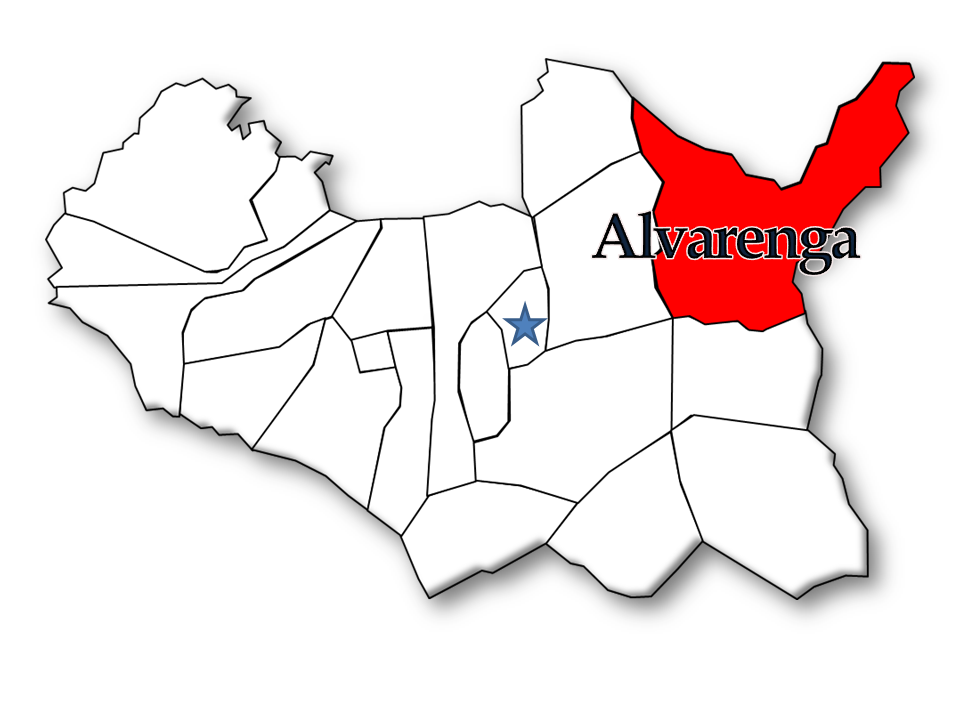
Алваренга

## Населення
| Кількість мешканців | Кількість мешканців | Кількість мешканців | Кількість мешканців | Кількість мешканців | Кількість мешканців | Кількість мешканців | Кількість мешканців | Кількість мешканців | Кількість мешканців | Кількість мешканців | Кількість мешканців | Кількість мешканців | Кількість мешканців | Кількість мешканців |
| ------------------- | ------------------- | ------------------- | ------------------- | ------------------- | ------------------- | ------------------- | ------------------- | ------------------- | ------------------- | ------------------- | ------------------- | ------------------- | ------------------- | ------------------- |
| 1864                | 1878                | 1890                | 1900                | 1911                | 1920                | 1930                | 1940                | 1950                | 1960                | 1970                | 1981                | 1991                | 2001                | 2011                |
| 1.549               | 1.600               | 1.621               | 1.715               | 2.357               | 2.564               | 2.492               | 2.407               | 3.137               | 2.819               | 2.187               | 1.886               | 1.637               | 1.368               | 1.223               |